# تشاو يان (صحفي)
تشاو يان (بالصينية: 赵岩) هو صحفي صيني، ولد في 14 مارس 1962 في هاربن في الصين.